# Діто Шанідзе
Діто Шанідзе (8 лютого 1937 — 18 листопада 2010) — радянський важкоатлет.
Срібний призер Олімпійських Ігор 1968 (напівлегка вага), 1972 (напівлегка вага) років.